# Charmois (Territoire de Belfort)
Charmois település Franciaországban, Territoire de Belfort megyében. Lakosainak száma 371 fő (2022. január 1.). Charmois Novillard, Bourogne, Froidefontaine, Autrechêne és Meroux-Moval községekkel határos.

## Népesség
A település népességének változása:
| Lakosok száma | 299  | 311  | 329  | 340  | 344  | 363  | 375  | 373  | 371  |
|               | 2013 | 2015 | 2016 | 2017 | 2018 | 2019 | 2020 | 2021 | 2022 |